# 渡辺幾春
渡辺 幾春（わたなべ いくはる、明治28年（1895年）- 昭和50年（1975年））は、昭和時代に活躍した名古屋の日本画家、版画家。

## 来歴
明治28年、名古屋市西区江川端町に生まれる。9歳の時、名古屋の日本画家、水谷芳年に師事、日本画を学んだ後、大正6年（1917年）、上京している。翌大正7年（1918年）に23歳で、第12回文展に出品した「百日紅」が初入選を果たす。その後、大正11年（1922年）京都市立絵画専門学校（現:京都市立芸術大学）別科に入学、同年、第4回帝展に「若き女」で入選する。また、同年から大正14年（1925年）まで、同校を卒業後には京都において山元春挙に師事している。
29歳で名古屋へ戻った幾春は大正13年（1924年）、朝見香城、喜多村麦子、織田杏逸ら地元在住の画家たちと中京美術院を創立、日本画の革新を目指した。この後、京都及び名古屋を拠点に画壇で活躍、浮世絵をベースにした幾春の穏やかな美人画は大正から昭和の初期になると、緊張感の溢れる大胆な画面になっていった。主に新版画といわれる木版画を制作しており、代表作として、「昭和美女姿競」シリーズが挙げられ、版元、制作経緯は不明であるが、当時のモダンガールの風俗を明瞭に伝えている。
第二次世界大戦後は画壇とは没交渉となったが、絵は描き続け、再び温和かつ平明な画風に戻っている。幾春の作品数点は名古屋市美術館に収蔵されている。

## 作品
絵画
- 「若き女」 紙本着色 二曲一隻 名古屋市美術館蔵 大正11年（1922年）
- 「女」 二曲一隻 名古屋市美術館蔵 大正12年（1923年）
- 「蓄音機」 絹本着色 二曲一隻 名古屋市美術館蔵 昭和8年（1933年）
- 「二人の女」 名古屋市美術館蔵 昭和14年（1939年）

版画
- 「昭和美女姿競 秋初月 蝉の声」 木版画 名古屋市美術館所蔵 昭和初期（1927年～1930年）
- 「昭和美女姿競 雪待月 時雨」 木版画 名古屋市美術館所蔵 昭和初期（1927年～1930年）
- 「昭和美女姿競 梅見月 早春」 木版画 ホノルル美術館所蔵 1930年

## 参考図書
展覧会図録
- 名古屋市美術館 中日新聞社文化事業部編集 『郷土の美人画考─江戸から現代まで─』 名古屋市美術館 中日新聞社 東海テレビ放送、1997年
- 国際アート編 『大正シック展 ─ホノルル美術館所蔵品より─』 国際アート、2007年
- 東京都江戸東京博物館編 『よみがえる浮世絵 うるわしき大正新版画展』 東京都江戸東京博物館 朝日新聞社、2009年